# حارة لقمان (ذمار)

تعديل مصدري - تعديل

حارة لقمان هي إحدى حارات مدينة ذمار التابعة لمحافظة ذمار، بلغ تعداد سكانها 2,305 نسمة حسب تعداد اليمن لعام 2004.